# Домра
Домра е музикален инструмент от групата на струнните инструменти.
Смята се за първообраз на руската балалайка. Има 3 или 4 метални струнни и кръгъл резонатор. Пренесена е в Русия при монголската инвазия през 12 век. Както самият древен инструмент, така и негово точно описание не са оцелели. Съвременната домра е реконструирана през 1896 г. от Василий Андреев. Общата дължина на типовия инструмент е 600 mm, а диаметърът (ширина) на корпуса – 250 mm. На него се свири с перце. Етимологически анализ на името в родствени славянски езици показва, че думата „домра“ не е от славянски произход, тъй като подобни корени в нея няма. Вероятно, думата „домра“ е с тюркски произход (танбур, домбур, дунбара, думбра, домбра, домб, домра).
- Piccolodomra: h1 e2 a2 [1]
- Primdomra: e1 a1 d2 [2]
- Soprandomra: h e1 a1 [3]
- Altdomra: e a d1 T [4]
- Tenordomra: H e a [5]
- Bassdomra: E A d [6]
- Kontrabassdomra (minor): 1E 1A D Tabulatur siehe [7]
- Kontrabassdomra (major): 1A D G Tabulatur [8]

## Sources
1. ↑   Tabulatur Domra Piccolo, архив на оригинала от 9 юли 2007, https://web.archive.org/web/20070709004440/http://balalajka.dk/english/picdomtab.html, посетен на 19 декември 2008
2. ↑   Tabulatur Domra Prima, архив на оригинала от 9 юли 2007, https://web.archive.org/web/20070709004427/http://balalajka.dk/english/primdomtab.html, посетен на 19 декември 2008
3. ↑   Tabulatur Domra Mezzosoprano, архив на оригинала от 9 юли 2007, https://web.archive.org/web/20070709004451/http://balalajka.dk/english/mezsodomtab.html, посетен на 19 декември 2008
4. ↑   Tabulatur Domra Alto, архив на оригинала от 9 юли 2007, https://web.archive.org/web/20070709004141/http://balalajka.dk/english/altdomtab.html, посетен на 19 декември 2008
5. ↑   Tabulatur Domra Tenor, архив на оригинала от 9 юли 2007, https://web.archive.org/web/20070709004151/http://balalajka.dk/english/tendomtab.html, посетен на 19 декември 2008
6. ↑   Tabulatur Domra Bass, архив на оригинала от 9 юли 2007, https://web.archive.org/web/20070709004415/http://balalajka.dk/english/basdomratab.html, посетен на 19 декември 2008
7. ↑   Tabulatur Domra Contrabass / minor, архив на оригинала от 9 юли 2007, https://web.archive.org/web/20070709004203/http://balalajka.dk/english/kondomlo.html, посетен на 19 декември 2008
8. ↑   Tabulatur Domra Contrabass / major, архив на оригинала от 9 юли 2007, https://web.archive.org/web/20070709004352/http://balalajka.dk/english/kondomhi.html, посетен на 19 декември 2008